# Vytautas Černiauskas
Vytautas Černiauskas (n. 12 martie 1989, Panevėžys, RSS Lituaniană, URSS) este un fotbalist lituanian, care joacă pe post de portar la ȚSKA Sofia în A PFG. Pe plan internațional, are prezențe la națională pentru Lituania U17⁠(d), Lituania U19⁠(d), Lituania U21⁠(d) și Lituania.